# Linköpings HC 2012/2013
Elitserien i ishockey 2012/2013 är Linköpings HC:s 13:e säsong i Elitserien i ishockey. Under säsongen deltog laget även i European Trophy.

## European Trophy

### Tabell
De två främsta lagen gick vidare till slutspel.
| European Trophy 2012 - South Division | European Trophy 2012 - South Division | SM | V | O | F | ÖTV | ÖTF | SLV | SLF | GM | IM | MS | P  |
| ------------------------------------- | ------------------------------------- | -- | - | - | - | --- | --- | --- | --- | -- | -- | -- | -- |
| 1                                     | HV71                                  | 8  | 6 | 1 | 1 | 0   | 0   | 0   | 1   | 29 | 12 | 17 | 19 |
| 2                                     | Piráti Chomutov                       | 8  | 3 | 4 | 1 | 0   | 0   | 2   | 2   | 34 | 22 | 11 | 15 |
|                                       |                                       |    |   |   |   |     |     |     |     |    |    |    |    |
| 3                                     | Vienna Capitals                       | 8  | 3 | 3 | 2 | 1   | 0   | 1   | 1   | 24 | 26 | -2 | 14 |
| 4                                     | Linköpings HC                         | 8  | 3 | 2 | 3 | 0   | 0   | 1   | 1   | 23 | 29 | -6 | 12 |
| 5                                     | HC Sparta Prag                        | 8  | 3 | 1 | 4 | 1   | 0   | 0   | 0   | 29 | 34 | -5 | 11 |
| 6                                     | HC Slovan Bratislava                  | 8  | 1 | 4 | 3 | 1   | 1   | 2   | 0   | 22 | 21 | 1  | 10 |
| 7                                     | JYP                                   | 8  | 2 | 2 | 4 | 0   | 1   | 0   | 1   | 23 | 32 | -9 | 8  |
| 8                                     | KalPa                                 | 8  | 1 | 3 | 4 | 0   | 1   | 1   | 1   | 21 | 29 | -8 | 7  |

██ Gick vidare till slutspel

██ Missade slutspel

## Elitserien

### Tabell
|     | Elitserien i ishockey 2012/2013 | SM | V  | O  | F  | ÖTV | ÖTF | GM  | IM  | MS  | P   |
| --- | ------------------------------- | -- | -- | -- | -- | --- | --- | --- | --- | --- | --- |
| 1.  | y - Skellefteå AIK              | 55 | 34 | 8  | 13 | 4   | 4   | 170 | 107 | +63 | 114 |
| 2.  | x - Färjestads BK               | 55 | 27 | 14 | 14 | 7   | 7   | 155 | 110 | +45 | 102 |
| 3.  | x - Luleå HF                    | 55 | 25 | 18 | 12 | 9   | 9   | 143 | 100 | +43 | 102 |
| 4.  | x - HV71                        | 55 | 27 | 13 | 16 | 9   | 3   | 155 | 124 | +31 | 102 |
| 5.  | x - Linköpings HC               | 55 | 27 | 9  | 19 | 4   | 5   | 145 | 136 | +9  | 94  |
| 6.  | x - Frölunda HC                 | 55 | 21 | 13 | 21 | 8   | 5   | 123 | 126 | –3  | 84  |
| 7.  | x - Modo Hockey                 | 55 | 19 | 17 | 19 | 7   | 10  | 135 | 129 | +6  | 81  |
| 8.  | x - Brynäs IF                   | 55 | 17 | 18 | 20 | 6   | 12  | 123 | 166 | –43 | 75  |
|     |                                 |    |    |    |    |     |     |     |     |     |     |
| 9.  | e - AIK                         | 55 | 16 | 14 | 25 | 7   | 7   | 123 | 149 | –26 | 69  |
| 10. | e - Växjö Lakers                | 55 | 14 | 15 | 26 | 7   | 8   | 102 | 130 | –28 | 64  |
|     |                                 |    |    |    |    |     |     |     |     |     |     |
| 11. | r - Timrå IK                    | 55 | 12 | 13 | 30 | 8   | 5   | 100 | 127 | –27 | 57  |
| 12. | r - Rögle BK                    | 55 | 10 | 11 | 34 | 5   | 6   | 104 | 174 | –70 | 46  |

## Transaktioner[1][2]
| Nyförvärv till Linköpings HC | Nyförvärv till Linköpings HC | Nyförvärv till Linköpings HC |
| ---------------------------- | ---------------------------- | ---------------------------- |
| Spelare                      | Tidigare klubb               | Kontrakterad                 |
| Roger Melin                  | AIK                          | 3 år                         |
| Daniel Rahimi                | HV71                         | 2 år                         |
| Simon Hjalmarsson            | Luleå HF                     | 2 år                         |
| Eric Himelfarb               | Rögle BK                     | 2 år                         |
| Johannes Salmonsson          | AIK                          | 2 år                         |
| Jonatan Nielsen              | LHC J20                      | 2 år                         |
| Bobbo Petersson              | LHC J20                      | 2 år                         |
| Christopher Fish             | LHC J20                      | 2 år                         |
| Victor Öhman                 | LHC J20                      | 2 år                         |
| Mattias Weinhandl            | SKA Sankt Petersburg         | 2 år                         |
| Andreas Andersson            | HV71                         | 2 år                         |
| Daniel Grillfors             | HV71                         | 2 år                         |
| Jonas Almtorp                | Djurgårdens IF               | 1 år                         |
| Patrik Zackrisson            | Atlant Mytisjtji             | 1 år                         |
| Lee Goren                    | Pelicans                     | 1 år                         |
| Rastislav Pavlikovsky        | AIK                          | 0,5 år                       |

| Förlänger med Linköpings HC | Förlänger med Linköpings HC |
| --------------------------- | --------------------------- |
| Spelare                     | Kontrakterad                |
| Magnus Johansson            | 2 år                        |
| Albin Lorentzon             | 2 år                        |
| Niclas Hävelid              | 1 år                        |
| Christian Engstrand         | 2 år                        |
| Carl Söderberg              | 1 år                        |
| Linus Hultström             | 2 år                        |

| Lämnar Linköpings HC | Lämnar Linköpings HC |
| -------------------- | -------------------- |
| Spelare              | Nytt lag             |
| Mark Hartigan        | Slutar               |
| Jaroslav Hlinka      | HC Sparta Prag       |
| Michael Holmqvist    | Djurgårdens IF       |
| Mikael Håkanson      |                      |
| Patrick Yetman       | Örebro HK            |
| Kalle Olsson         | Örebro HK            |
| Robin Persson        | Timrå IK             |
| Fredrik Norrena      | Växjö Lakers         |
| Klas Dahlbeck        | Chicago Blackhawks   |
| Pontus Petterström   | Skellefteå AIK       |
| Jan Hlaváč           | HC Rabat Kladno      |
| Ivan Majeský         | HC Rabat Kladno      |

| Lämnar Linköpings HC under säsongen | Lämnar Linköpings HC under säsongen | Lämnar Linköpings HC under säsongen |
| ----------------------------------- | ----------------------------------- | ----------------------------------- |
| Spelare                             | Nytt lag                            | Datum                               |
| Andreas Jämtin                      | HV71                                | 25 oktober 2012                     |